# Helmut Harms
Helmut Harms (* 3. April 1912 in Kiel; † 8. Juni 2011) war ein deutscher Naturwissenschaftler, der die  Fachhochschule Wedel und die Berufsfachschule Physikalisch-Technische Lehranstalt (PTL) gründete.

## Leben
Harms besuchte die Oberrealschule Lübeck. Ab 1931 studierte er Naturwissenschaften mit den Schwerpunkten Physik und Chemie in Göttingen, ab 1933 in Kiel und ab 1935 in Würzburg, wo er zum Dr. sc. nat. promoviert wurde. Nach der Machtübergabe an die Nationalsozialisten trat er am 10. Juli 1933 der SA bei und wurde zum Rottenführer befördert. In der Zeit des Nationalsozialismus wurde er außerdem Mitglied im Reichsluftschutzbund und in der Nationalsozialistischen Volkswohlfahrt (NSV).
Er folgte als Assistent Karl Lothar Wolf, der in Würzburg Zellenleiter der NSDAP war, an die Universität Halle, wo er mit einem Stipendium der Deutschen Forschungsgemeinschaft Schmiermittel für die Luftwaffe entwickelte. Er propagierte eine nationalsozialistische Deutsche Chemie. 1940 wurde er mit einer Arbeit über hochverdünnte Lösungsmittel habilitiert und zum Dozenten ernannt. Als Kriegsverwaltungsrat wurde er im Juni 1940 in die Heeresversuchsanstalt Kummersdorf einberufen und wechselte 1942 an das Institut für Luftfahrtforschung der Reichsuniversität Straßburg in das besetzte Frankreich.
Über seine Entnazifizierung nach 1945 ist nichts bekannt.  Harms gründete 1949 die Physikalisch-Technische Lehranstalt (PTL) in Lübeck-Schlutup, bildete Physik-Assistenten und seit 1955 auch Physik-Ingenieure aus und sorgte für die staatliche Anerkennung der Ausbildungsgänge.  1963 zog die Schule aus Platzgründen nach Wedel.
1978 gab er die Leitung der Schulen an seinen Sohn Dirk Harms ab.
1972 wurde er „in Würdigung seiner Verdienste um die Entwicklung des privaten Fachhochschul- und Fachschulwesens im Lande Schleswig-Holstein“ mit der Ehrenprofessur des Landes Schleswig-Holstein ausgezeichnet.

## Schriften (Auswahl)
- Orientierungspolarisation und Raumbeanspruchung von Flüssigkeitsgemischen. Würzburg: Triltsch, 1937. Würzburg, Naturwiss. Diss., 1937
- Die Dichte flüssiger und fester Stoffe. Braunschweig: Vieweg, 1941
- Randbedingte Kugelpackungen und Modellversuche zur Raumbeanspruchung von Flüssigkeiten und Flüssigkeitsgemischen. Halle: Deutsche Akademie d. Naturforscher, 1943
- Technischer Assistent (technische Assistentin) für Physik. Berufe für Schulabgänger mit Mittelschulabschluss oder Oberstufenreife. Blätter zur Berufskunde, Bd. 2. Bielefeld: Bertelsmann, 1963